# Liste des routes d'État au Colorado
Les routes d'État du Colorado font partie d'un réseau entretenu et financé par le Colorado Department of Transportation (en) (CDOT) dans l'État du Colorado. Ces routes portent généralement l'abréviation SH. La numérotation débute à 1 et va en augmentant. Les routes d'État ne portent presque jamais le même numéro qu'une US Route ou qu'une Interstate se trouvant dans l'État. En 1953, plusieurs routes ont été déclassées ou réduites en longueur.

## Liste des routes d'État
| Numéro | Longueur (mi) | Longueur (km) | Terminus sud / ouest                               | Terminus nord / est                                  | Créée | Notes                                                             |
| ------ | ------------- | ------------- | -------------------------------------------------- | ---------------------------------------------------- | ----- | ----------------------------------------------------------------- |
| SH 1   | 9,96          | 16,03         | US 287 près de Fort Collins                        | I-25 à Wellington                                    | 1923  |                                                                   |
| SH 2   | 24,00         | 38,62         | US 285 à Denver                                    | I-76 près de Brighton                                | 1923  |                                                                   |
| SH 3   | 2,44          | 3,93          | US 160 / US 550 près de Durango                    | US 160 / US 550 près de Durango                      | 1981  |                                                                   |
| SH 5   | 14,89         | 23,96         | Sommet du Mount Blue Sky                           | SH 103 près d'Idaho Springs                          | 1954  |                                                                   |
| SH 7   | 81,64         | 131,39        | US 36 à Estes Park                                 | I-76 à Brighton                                      | 1923  |                                                                   |
| SH 8   | 8,68          | 13,97         | US 285 près de Morrison                            | SH 121 à Lakewood                                    | 1923  |                                                                   |
| SH 9   | 138,92        | 223,57        | US 50 près de Cañon City                           | US 40 à Kremmling                                    | 1923  |                                                                   |
| SH 10  | 71,96         | 115,81        | I-25 / US 160 à Walsenburg                         | US 50 à La Junta                                     | 1923  |                                                                   |
| SH 11  | 1,35          | 2,17          | US 138 à Julesburg                                 | Frontière du Nebraska                                | 1970  |                                                                   |
| SH 12  | 70,36         | 113,23        | US 160 à La Veta                                   | I-25 à Trinidad                                      | 1923  |                                                                   |
| SH 13  | 127,99        | 205,98        | I-70 près de Rifle                                 | WYO 789 à la frontière du Wyoming près de Baggs      | 1923  |                                                                   |
| SH 14  | 236,92        | 381.29        | US 40 à Muddy Pass                                 | US 6 à Sterling                                      | 1923  | Plus longue route d'État                                          |
| SH 15  | 30,92         | 49,76         | US 160 / US 285 à Monte Vista                      | US 285 à La Jara                                     | 1923  |                                                                   |
| SH 16  | 1,31          | 2,11          | I-25 à Security                                    | SH 21 à Widefield                                    | 1971  |                                                                   |
| SH 17  | 88,50         | 142,40        | NM 17 à la frontière du Nouveau-Mexique            | US 285 près de Villa Grove                           | 1923  |                                                                   |
| SH 21  | 20,56         | 33,09         | SH 16 à Security-Widefield                         | SH 83 près de Black Forest                           | 2007  |                                                                   |
| SH 22  | 2,47          | 3,98          | Brighton Road à Henderson                          | Sable Boulevard près de Brighton                     | 1953  |                                                                   |
| SH 23  | 17,83         | 28,69         | US 385 à Holyoke                                   | N-23 à la frontière du Nebraska                      | 1989  |                                                                   |
| SH 26  | 2,82          | 4,54          | SH 95 à Denver                                     | I-25 à Denver                                        | 1966  |                                                                   |
| SH 30  | 20,41         | 32,85         | I-25 / US 285 à Denver                             | Quincy Avenue / Gun Club Road à Aurora               | 1954  |                                                                   |
| SH 35  | 1,01          | 1,63          | I-70 à Denver                                      | Quebec Street à Denver                               | 1972  |                                                                   |
| SH 36  | 24,40         | 39,30         | I-70 près de Watkins                               | US 36 / SH 40 à Byers                                | 1968  |                                                                   |
| SH 39  | 7,57          | 12,18         | I-76 à Wiggins                                     | SH 144 près du Parc d'État de Jackson Lake           | 1938  |                                                                   |
| SH 40  | 24,10         | 38,80         | US 36 / SH 36 à Byers                              | Main Street à Agate                                  | 1968  |                                                                   |
| SH 41  | 9,50          | 15,29         | US 160 près de Teec Nos Pos, AZ                    | SR 162 à la frontière de l'Utah                      | —     |                                                                   |
| SH 42  | 4,87          | 7,84          | Baseline Road / SH 7 à Lafayette                   | US 287 à Lafayette                                   | 1961  |                                                                   |
| SH 44  | 4,95          | 7,97          | 104th Avenue / Colorado Boulevard à Thornton       | SH 2 à Commerce City                                 | —     |                                                                   |
| SH 45  | 8,73          | 14,05         | I-25 près de Pueblo                                | US 50 près de Pueblo                                 | 1966  |                                                                   |
| SH 46  | 6,61          | 10,64         | SH 119 près de Black Hawk                          | Limite du comté de Jefferson (devient CR 70)         | 1973  |                                                                   |
| SH 47  | 4,63          | 7,45          | I-25 près de Pueblo                                | US 50 / SH 96 près de Pueblo                         | 1970  |                                                                   |
| SH 52  | 111,00        | 179,00        | SH 119 près de Niwot                               | SH 14 à Raymer                                       | 1923  |                                                                   |
| SH 53  | 1,66          | 2,67          | E. 58th Avenue à Denver                            | SH 224 près de Denver                                | 1971  |                                                                   |
| SH 55  | 5,65          | 9,09          | Logan CR 81                                        | US 138 à Crook                                       | 1968  |                                                                   |
| SH 56  | 6,70          | 10,80         | US 287 près de Berthoud                            | I-25 près de Berthoud                                | 1923  |                                                                   |
| SH 57  | 0,53          | 0,85          | I-70 à Stratton                                    | US 24 à Stratton                                     | 1923  |                                                                   |
| SH 58  | 5,43          | 8,74          | US 6 / SH 93 à Golden                              | I-70 à Wheat Ridge                                   | 1923  |                                                                   |
| SH 59  | 173,30        | 278,90        | US 40 / US 287 à Kit Carson                        | US 138 à Sedgwick                                    | 1923  | Jusqu'en 1953, reliait le Nebraska (nord) et l'Oklahoma (sud)     |
| SH 60  | 19,99         | 32,17         | US 287 à Campion                                   | US 85 près de Gilcrest                               | 1923  |                                                                   |
| SH 61  | 40,99         | 65,97         | US 34 à Otis                                       | US 6 près de Sterling                                | 1923  |                                                                   |
| SH 62  | 23,40         | 37,66         | SH 145 près de Placerville                         | US 550 près de Ridgeway                              | 1923  |                                                                   |
| SH 63  | 56,41         | 90,78         | US 36 à Anton                                      | US 6 à Atwood                                        | 1923  |                                                                   |
| SH 64  | 73,70         | 118,61        | US 40 à Dinosaur                                   | SH 13 près de Meeker                                 | 1923  |                                                                   |
| SH 65  | 61,38         | 98,78         | SH 92 près de Delta                                | I-70 près de Palisade                                | 1923  |                                                                   |
| SH 66  | 22,69         | 36,52         | US 36 près de Lyons                                | US 85 à Platteville                                  | 1923  |                                                                   |
| SH 67  | 71,72         | 115,42        | SH 96 à Wetmore                                    | US 85 à Sedalia                                      | 1923  |                                                                   |
| SH 69  | 82,87         | 133,37        | I-25 Bus. près de Walsenburg                       | US 50 à Texas Creek                                  | 1923  |                                                                   |
| SH 71  | 224,65        | 361,54        | US 350 près de La Junta                            | N-71 à la frontière du Nebraska                      | 1923  |                                                                   |
| SH 72  | 51,55         | 82,96         | I-70 à Wheat Ridge                                 | SH 7 près d'Allenspark                               | 1923  |                                                                   |
| SH 74  | 18,01         | 28,98         | I-70 près de Genesee                               | SH 8 à Morrison                                      | 1923  |                                                                   |
| SH 75  | 3,71          | 5,97          | SH 470 près de Littleton                           | Bowles Avenue / Lowry Street à Littleton             | 1923  |                                                                   |
| SH 78  | 33,27         | 53,54         | SH 165 près de Beulah                              | SH 45 près de Pueblo                                 | 1976  |                                                                   |
| SH 79  | 23,89         | 38,45         | I-70 près de Bennett                               | SH 52 à Prospect Valley                              | 1923  |                                                                   |
| SH 82  | 85,29         | 137,26        | I-70 à Glenwood Springs                            | US 24 près de Granite                                | 1923  |                                                                   |
| SH 83  | 77,26         | 124,34        | SH 21 près de Colorado Springs                     | SH 2 à Leetsdale Drive / Colorado Boulevard à Denver | 1923  |                                                                   |
| SH 86  | 61,47         | 98,93         | I-25 à Castle Rock                                 | I-70 près de Limon                                   | 1923  |                                                                   |
| SH 88  | 18,76         | 30,19         | Colfax Avenue / Federal Boulevard à Denver         | SH 83 à Aurora                                       | 1923  |                                                                   |
| SH 89  | 34,34         | 55,26         | SH 116 à Buckeye Crossroads                        | US 50 / US 400 à Holly                               | 1923  |                                                                   |
| SH 90  | 41,90         | 67,40         | SR 46 à la frontière de l'Utah                     | SH 141 à Vancorum                                    | 1923  |                                                                   |
| SH 91  | 22,57         | 36,32         | US 24 près de Leadville                            | I-70 à Copper Mountain                               | 1923  |                                                                   |
| SH 92  | 73,29         | 117,95        | Crawford Avenue / Main Street à Delta              | US 50 près de Sapinero                               | 1923  |                                                                   |
| SH 93  | 19,89         | 32,01         | US 6 à Golden                                      | SH 119 à Boulder                                     | 1923  |                                                                   |
| SH 94  | 86,09         | 138,55        | US 24 près de Colorado Springs                     | US 40 / US 287 près de Wild Horse                    | 1923  |                                                                   |
| SH 95  | 14,32         | 23,05         | US 285 / Sheridan Boulevard à Denver               | US 36 à Westminster                                  | 1923  |                                                                   |
| SH 96  | 207,45        | 333,86        | SH 69 à Westcliffe                                 | K-96 à la frontière du Kansas                        | 1923  |                                                                   |
| SH 97  | 4,58          | 7,37          | SH 141 près de Naturita                            | Main Street / 3rd Avenue à Nucla                     | 1923  |                                                                   |
| SH 100 | 0,41          | 0,66          | US 160 près de Vilas                               | A Street / Main Street à Vilas                       | 1968  |                                                                   |
| SH 101 | 21,41         | 34,46         | CR K / CR 14 à Toonerville                         | US 50 à Las Animas                                   | 1923  |                                                                   |
| SH 103 | 22,48         | 36,18         | I-70 à Idaho Springs                               | CR 151 / CR 103 à Squaw Pass                         | 1923  |                                                                   |
| SH 105 | 32,63         | 52,51         | I-25 près de Monument                              | SH 67 près de Sedalia                                | 1923  |                                                                   |
| SH 109 | 65,33         | 105,14        | US 160 près de Kim                                 | Cheraw                                               | 1923  |                                                                   |
| SH 110 | 0,19          | 0,31          | US 550 à Silverton                                 | Silverton                                            | 1923  | Toujours indiquée, mais pas réellement dans le réseau depuis 2006 |
| SH 112 | 27,80         | 44,74         | US 160 à Del Norte                                 | SH 17 à Hooper                                       | 1923  |                                                                   |
| SH 113 | 18,83         | 30,30         | US 138 près de Sterling                            | N-19 à la frontière du Nebraska                      | 1923  |                                                                   |
| SH 114 | 61,74         | 99,36         | US 50 près de Gunnison                             | US 285 à Saguache                                    | 1923  |                                                                   |
| SH 115 | 45,99         | 74,01         | US 50 à Cañon City                                 | I-25 à Colorado Springs                              | 1923  |                                                                   |
| SH 116 | 32,32         | 52,01         | US 287 / US 385 près de Springfield                | Frontière du Kansas                                  | 1923  |                                                                   |
| SH 119 | 63,70         | 102,52        | US 6 près de Golden                                | I-25 près de Longmont                                | 1923  |                                                                   |
| SH 120 | 7,19          | 11,57         | SH 115 près de Florence                            | US 50 près de Penrose                                | 1923  |                                                                   |
| SH 121 | 30,43         | 48,97         | Waterton Road près de Littleton                    | US 36 / US 287 / SH 128 à Broomfield                 | 1923  |                                                                   |
| SH 125 | 75,41         | 121,36        | US 40 près de Granby                               | WYO 230 à la frontière du Wyoming                    | 1923  |                                                                   |
| SH 127 | 9,20          | 14,81         | SH 125 près de Cowdrey                             | WYO 230 à la frontière du Wyoming                    | 1923  |                                                                   |
| SH 128 | 10,00         | 16,00         | SH 93 près de Boulder                              | I-25 à Westminster                                   | 1936  |                                                                   |
| SH 131 | 68,72         | 110,59        | I-70 / US 6 à Wolcott                              | US 40 près de Steamboat Springs                      | 1923  |                                                                   |
| SH 133 | 71,40         | 114,91        | SH 92 à Hotchkiss                                  | SH 82 à Carbondale                                   | 1923  |                                                                   |
| SH 134 | 27,00         | 43,50         | SH 131 à Toponas                                   | US 40 près de Kremmling                              | 1968  |                                                                   |
| SH 135 | 27,48         | 44,22         | US 50 à Gunnison                                   | Elk Avenue / 6th Street à Crested Butte              | 1923  |                                                                   |
| SH 136 | 4,47          | 7,19          | US 285 à La Jara                                   | 2nd Street South à Sanford                           | 1924  |                                                                   |
| SH 139 | 72,07         | 115,99        | I-70 à Loma                                        | SH 64 à Rangely                                      | 1923  | déclassée en 1953 mais réintégrée en 1963                         |
| SH 140 | 23,40         | 37,70         | NM 170 à la frontière du Nouveau-Mexique           | US 160 près de Durango                               | 1925  |                                                                   |
| SH 141 | 159,70        | 257,00        | US 491 près de Dove Creek                          | Sud de l'I-70 à Grand Junction                       | 1923  |                                                                   |
| SH 142 | 33,80         | 54,40         | US 285 près de Romeo                               | SH 159 à San Luis                                    | 1925  |                                                                   |
| SH 144 | 28,70         | 46,20         | I-76 près de Wiggins                               | SH 52 à Fort Morgan                                  | 1925  |                                                                   |
| SH 145 | 116,10        | 186,80        | US 160 à Cortez                                    | SH 141 près de Naturita                              | 1923  |                                                                   |
| SH 149 | 117,50        | 189,10        | US 160 à South Fork                                | US 50 près de Gunnison                               | 1923  |                                                                   |
| SH 150 | 16,10         | 25,90         | US 160 près de Blanca                              | Parc national des Great Sand Dunes                   | 1928  | déclassée en 1953 mais réintégrée en 1960                         |
| SH 151 | 33,90         | 54,60         | SH 172 à Ignacio                                   | US 160 près de Chimney Rock                          | 1923  |                                                                   |
| SH 157 | 3,70          | 6,00          | US 36 à Boulder                                    | SH 119 à Boulder                                     | 1974  |                                                                   |
| SH 159 | 33,60         | 54,10         | NM 522 à la frontière du Nouveau-Mexique           | US 160 près de Fort Garland                          | 1923  |                                                                   |
| SH 165 | 37,10         | 59,70         | SH 96 près de Silver Cliff                         | I-25 près de Colorado City                           | 1923  |                                                                   |
| SH 167 | 4,86          | 7,82          | CR JJ près de Fowler                               | SH 96 près de Fowler                                 | 1923  |                                                                   |
| SH 170 | 6,97          | 11,22         | Parc d'État d'Eldorado Canyon                      | US 36 à Superior                                     | 1938  |                                                                   |
| SH 172 | 24,50         | 39,40         | NM 511 à la frontière du Nouveau-Mexique           | US 160 près de Durango                               | 1933  |                                                                   |
| SH 177 | 6,11          | 9,83          | SH 470 à Highlands Ranch                           | US 285 à Cherry Hills Village                        | 1928  |                                                                   |
| SH 183 | 1,00          | 1,61          | Fort Lyon                                          | US 50 près de Las Animas                             | 1933  |                                                                   |
| SH 184 | 25,50         | 41,00         | US 491 près de Lewis                               | US 160 Bus. à Mancos                                 | 1938  |                                                                   |
| SH 194 | 20,33         | 32,72         | SH 109 près de La Junta                            | US 50 près de Las Animas                             | 1938  |                                                                   |
| SH 196 | 8,92          | 14,36         | US 50 près de McClave                              | US 287 près de Wiley                                 | 1938  |                                                                   |
| SH 202 | 3,23          | 5,20          | Otero CR 16/CR FF                                  | US 50 à Rocky Ford                                   | 1938  |                                                                   |
| SH 207 | 5,94          | 9,56          | US 50 à Manzanola                                  | SH 96 à Crowley                                      | 1938  |                                                                   |
| SH 209 | 1,53          | 2,46          | US 50 près de Boone                                | SH 96 à Boone                                        | 1938  |                                                                   |
| SH 224 | 3,63          | 5,84          | US 36 aux limites entre Sherrelwood et Twin Lakes  | US 6 / US 85 à Commerce City                         | 1938  |                                                                   |
| SH 227 | 1,85          | 2,98          | US 50 Bus. à Salt Creek                            | SH 96 à Pueblo                                       | —     |                                                                   |
| SH 231 | 2,05          | 3,30          | US 50 Bus. à Vineland                              | US 50 / SH 96 près de Pueblo                         | 1938  |                                                                   |
| SH 239 | 3,35          | 5,39          | US 160 à Trinidad                                  | CR 32 / CR 75                                        | —     |                                                                   |
| SH 257 | 18,48         | 29,74         | SH 60 à Milliken                                   | SH 14 près de Fort Collins                           | 1938  |                                                                   |
| SH 263 | 2,73          | 4,39          | US 85 à Greeley                                    | Greeley                                              | 1938  |                                                                   |
| SH 265 | 3,62          | 5,83          | I-70 à Denver                                      | US 6 / US 85 à Commerce City                         | 1951  |                                                                   |
| SH 266 | 11,52         | 18,54         | US 50 / SH 17 à Rocky Ford                         | SH 109 près de Cheraw                                | 1951  |                                                                   |
| SH 291 | 9,14          | 14,71         | US 50 à Salida                                     | US 285 près de Poncha Springs                        | 1938  |                                                                   |
| SH 300 | 3,36          | 5,41          | US 24 près de Leadville                            | Leadville National Fish Hatchery                     | 1938  |                                                                   |
| SH 317 | 12,24         | 19,70         | SH 13 à Hamilton                                   | CR 29 près de la limite du comté de Routt            | 1938  |                                                                   |
| SH 318 | 60,46         | 97,30         | Brown's Park Road à la frontière de l'Utah         | US 40 près de Maybell                                | 1938  |                                                                   |
| SH 325 | 11,39         | 18,33         | SH 13 près de Rifle                                | CR 217 à Rifle Mountain Park                         | 1938  |                                                                   |
| SH 330 | 11,39         | 18,33         | SH 65 près de Mesa                                 | Grove Creek Road à Collbran                          | 1938  |                                                                   |
| SH 340 | 13,36         | 21,50         | US 6 à Fruita                                      | I-70 Bus. à Grand Junction                           | 1938  |                                                                   |
| SH 347 | 5,17          | 8,32          | US 50 près de Montrose                             | Parc national de Black Canyon of the Gunnison        | 1938  |                                                                   |
| SH 348 | 17,05         | 27,44         | US 50 à Delta                                      | US 50 à Olathe                                       | 1938  |                                                                   |
| SH 368 | 12,33         | 19,84         | SH 370 près de Waverly                             | US 285 près d'Alamosa                                | 1938  |                                                                   |
| SH 370 | 14,15         | 22,77         | SH 15 près du Monte Vista National Wildlife Refuge | US 285 près d'Alamosa                                | 1938  |                                                                   |
| SH 371 | 6,07          | 9,77          | SH 15 près de La Jara                              | SH 368 près d'Estrella                               | 1938  |                                                                   |
| SH 389 | 12,65         | 20,36         | NM 551 à la frontière du Nouveau-Mexique           | US 160                                               | 1949  |                                                                   |
| SH 391 | 9,51          | 15,30         | US 285 à Lakewood                                  | I-70 à Wheat Ridge                                   | 1951  |                                                                   |
| SH 392 | 45,33         | 72,95         | US 287 près de Fort Collins                        | SH 14 près de Briggsdale                             | 1949  |                                                                   |
| SH 394 | 9,25          | 14,89         | US 40 / Victory Way à Craig                        | Limite entre les comtés de Moffat et de Routt        | 1949  |                                                                   |
| SH 402 | 4,23          | 6,81          | US 287 à Loveland                                  | I-25 à Johnstown                                     | 1951  |                                                                   |
| SH 470 | 27,29         | 43,92         | US 6 à Golden                                      | I-25 / E-470 à Lone Tree                             | 1970  | Prévue pour être l'I-470                                          |
|        |               |               |                                                    |                                                      |       |                                                                   |